# A. E. Matthews
A.E. Matthews OBE (n. Bridlington, 22 de noviembre de 1869 – Bushey Heath, 25 de julio de 1960) fue un actor inglés que trabajó tanto en el teatro como en el cine a lo largo de un espacio de ocho décadas.

## Biografía
Nacido en Bridlington, Inglaterra, su verdadero nombre era Alfred Edward Matthews. 
Matthews viajó durante la Primera Guerra Mundial representando The First Mrs. Fraser junto a Marie Tempest y Barry Morse. Posteriormente trabajó en filmes muy populares como Carry on Admiral, Doctor at Large y La vuelta al mundo en ochenta días, entre otros. Desde la Segunda Guerra Mundial hasta su fallecimiento disfrutó de renombre en el cine británico por sus personajes viejos, malhumorados y faltos de escrúpulos.
Otras películas muy conocidas de Matthews fueron The Life and Death of Colonel Blimp, The Million Pound Note (con Gregory Peck), Inn for Trouble, The Magic Box, The Ghosts of Berkeley Square, Just William's Luck, Tres hombres en un bote. 
También actuó en el programa televisivo This Is Your Life. Siguió trabajando como actor hasta el momento de su fallecimiento a los noventa años de edad, hecho ocurrido en Bushey Heath, Inglaterra.